# The Man Who Killed Don Quixote

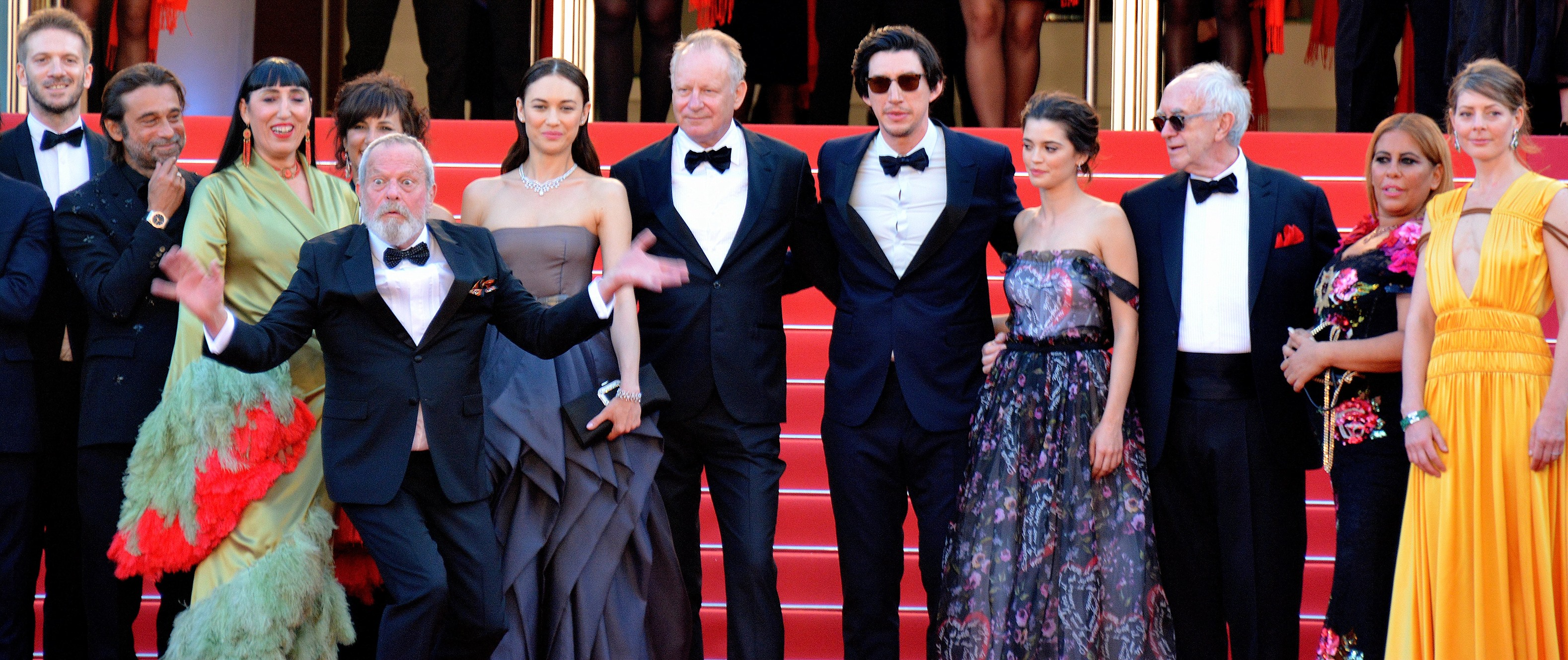
De cast van The Man Who Killed Don Quixote op het Filmfestival van Cannes 2018

The Man Who Killed Don Quixote is een Britse komische fantasyfilm uit 2018, geregisseerd door Terry Gilliam, losjes gebaseerd op de personages uit de roman Don Quichot van Cervantes.

## Verhaal
Een verwarde oude man is er van overtuigd dat hij Don Quichot is. Hij ziet Toby Grisoni, werkzaam bij een reclamebureau, aan als zijn trouwe schildknaap Sancho Panza. Het duo begint aan een wonderlijke reis daarbij heen en weer springend in de tijd, tussen de 21e eeuw en de 17e eeuw. Na een tijdje wordt ook Toby meegetrokken in de fantasiewereld van de oude man en kan hij zijn dromen niet meer van de werkelijkheid onderscheiden.

## Rolverdeling
| Acteur            | Personage      |
| ----------------- | -------------- |
| Adam Driver       | Toby Grisoni   |
| Jonathan Pryce    | Don Quichot    |
| Stellan Skarsgård | the Boss       |
| Joana Ribiero     | Angelica       |
| Olga Kurylenko    | Jacqui         |
| Óscar Jaenada     | the Gipsy      |
| Jason Watkins     | Rupert         |
| Sergi López       | Barbero        |
| Jordi Mollà       | Alexei Miiskin |
| Rossy de Palma    |                |

## Productie
De film is een voorbeeld van wat men in de media-industrie een development hell noemt. De preproductie begon in 1998 en pas twintig jaar later zal de film in première gaan.

### Eerste geannuleerde productie (1998-2000)
Nadat Gilliam de roman van Cervantes in 1989 gelezen had, besloot hij samen met Tony Grisoni een eigen versie van het verhaal te schrijven met een grote wijziging geïnspireerd door de roman A Connecticut Yankee in King Arthur's Court van Mark Twain. Het personage van Sancho Panza zou enkel in het begin van de film verschijnen om daarna te worden vervangen door Toby Grisoni, een marketingmanager die uit de 21e eeuw teruggeworpen wordt in de tijd. De hele film zou worden opgenomen in Spanje en andere plaatsen in Europa.
Gilliam kondigde de film aan als zijn volgende project tijdens de Britse première van Fear and Loathing in Las Vegas in 1998 en de preproductie zou in hetzelfde jaar van start gaan. De film zou een van de grootste continentale Europese films ooit zijn, met een budget van 32,1 miljoen US$ dat was teruggeschroefd van een oorspronkelijke 40 miljoen US$. Het zou ook een van de meest ambitieuze films van Gilliam worden, geproduceerd zonder enige Amerikaanse financiering en volgens Gilliam was dit budget de helft van het geld dat hij zou nodig hebben.
De Franse acteur Jean Rochefort werd gecast als Don Quichot en volgde gedurende zeven maanden Engelse les terwijl Johnny Depp de rol van Toby kreeg en Vanessa Paradis als zijn geliefde. In september 2000 startten de filmopnamen in de  Bárdenas Reales, een verlaten gebied in het zuidoosten van de Spaanse regio Navarra. Maar nabij het gebied was een luchtmachtbasis en de regelmatig overvliegende F-16 straaljagers maakten de geluidsopnamen vanaf de eerste dag onbruikbaar. Op de tweede dag trok een regenstorm over het gebied waardoor de set overstroomde en men moest wachten tot alles opgedroogd was. Tegen die tijd viel Jean Rochefort uit wegens een rugblessure en na enkele weken wachten werd het duidelijk dat de Fransman niet meer zou terugkeren waardoor de productie moest stopgezet worden.
Omdat de film The Adventures of Baron Munchausen van Gilliam in 1988 bijna opgegeven werd, had de regisseur besloten om filmmakers Keith Fulton en Louis Pepe in te huren om een achter-de-schermendocumentaire te maken. Deze documentaire, getiteld Lost in La Mancha verscheen in 2002 en kreeg positieve kritieken van de filmcritici.

### Latere pogingen (2005-2016)
Nadat de filmproductie gecanceld werd, dienden de filminvesteerders een schadeclaim in en in juli 2006 werd een akkoord bereikt tussen de Franse producenten en de Duitse verzekeraars en de filmrechten werden terug aan Terry Gilliam toegekend. Gilliam kondigde in 2008 aan de productie volledig opnieuw te starten met Johnny Depp nog steeds in dezelfde rol en in december 2009 werd Robert Duvall genoemd als vervanger van Jean Rochefort. Omdat Gilliam de financiering niet meteen rond kreeg en de opnamen mogelijk zouden worden uitgesteld moest ook Johnny Depp afhaken wegens andere verplichtingen (onder andere de filmopnamen van Pirates of the Caribbean: On Stranger Tides).
In januari 2009 werd door Gilliam en Grisoni gestart met het herschrijven van het script en in mei 2010 werd medegedeeld dat Ewan McGregor de plaats zou innemen van Johnny Depp. Omdat de financiering nog steeds niet in orde kwam, moesten ook deze twee hoofdacteurs afhaken wegens andere verplichtingen.
In januari 2014 kondigde Gilliam aan dat de filmopnamen gepland waren voor het najaar en deze maal met John Hurt en Jack O'Connell in de twee hoofdrollen en de Spanjaard Adrián Guerra als filmproducent.
Op 9 juni 2015 tekende Gilliam een deal met Amazon Studios voor de distributie maar in september 2015 moest de start van de filmopnamen opnieuw worden uitgesteld nadat bij John Hurt alvleesklierkanker werd vastgesteld. In januari 2017 overleed John Hurt en datzelfde jaar in oktober ook Jean Rochefort, de originele vertolker van Don Quichot.

### Paulo Branco als filmproducent (2016)
In februari 2016 kwam Gilliam nog steeds 16 miljoen euro te kort en ontmoette hij op het filmfestival van Berlijn de Portugese filmproducent Paulo Branco die hem het benodigde bedrag beloofde tegen september, een paar weken voor het begin van de filmopnamen die elf weken zouden duren. Deze maal werden Michael Palin als Don Quichot, Adam Driver als Tony en Olga Kurylenko als Jacqui gecast. Wegens Branco’s niet al te beste reputatie trok Amazon zich net voor het filmfestival van Cannes 2016 terug uit het project. Maar er rezen al snel conflicten tussen Branco en Gilliam omdat Branco steeds meer eisen stelde en ook het beloofde geld verminderde en de salarissen van de acteurs en crew wilden reduceren. Daardoor werden de filmopnames voor de zoveelste maal uitgesteld

### Huidige productie (2016-2018)
Gilliam zocht en vond andere producenten voor het nodige budget en tegen alle verwachtingen in kondigde hij in maart 2017 aan dat de filmopnamen gestart waren met Jonathan Pryce ter vervanging van Michael Palin. Op 4 juni 2017 eindigden na 17 jaar (aldus Gilliam) de filmopnamen.
In juni 2017 beweerde voormalig producent Paulo Branco dat de filmopnamen illegaal waren omdat zijn productiemaatschappij Alfama Films eigenaar was van de filmrechten. Omdat Branco claimde dat de film niet kon vertoond worden zonder zijn toestemming werd in april 2018 de release op het filmfestival van Cannes eerst uitgesteld maar uiteindelijk werd de film toch gekozen als slotfilm buiten competitie.

### Release
De eerste trailer verscheen op 5 april 2018.
The Man Who Killed Don Quixote ging op mei 2018 in première als slotfilm van het filmfestival van Cannes en tegelijk in de Franse bioscopen.